# Katatypie
Die Katatypie ist ein im Jahre 1901 vom Chemiker und Nobelpreisträger Wilhelm Ostwald und seinem Assistenten Oscar Gros entwickeltes fotografisches Edeldruckverfahren zur Vervielfältigung fotografischer Abzüge. Seinen Namen trägt das Verfahren nach dem zugrundeliegenden chemischen Reaktionstyp, einer Katalyse. Ostwald und Gros nannten ihr Verfahren auch „Vervielfältigung photographischer Aufnahmen ohne Licht“ oder „Photographie ohne Licht“.

## Herstellung

Wilhelm Ostwald und Oscar Gros, die Erfinder der Katatypie

Zur Herstellung einer Kopie wird in Diethylether gelöstes Wasserstoffperoxid auf ein gewöhnliches fotografisches Negativ aufgebracht. Der Äther verdunstet und auf der Platte bleibt eine dünne Schicht von Wasserstoffperoxid zurück. Nun beginnt die erste chemische Reaktion. In der Schicht des Negativs ist metallisches Silber in feinsten Körnchen verteilt. An den dunklen Stellen liegen diese dichter aneinander, an den lichteren sind sie dünner verstreut und an den glashellen fehlen sie fast gänzlich. Fein verteiltes Silber hat die Eigenschaft, dass es Wasserstoffperoxid in Wasser und Sauerstoff zersetzt. Das Silber selbst bleibt dabei unverändert. Das fein verteilte Silber ist in diesem Falle der Katalysator; wo im Negativ mehr von ihm vorhanden ist, wird mehr Wasserstoffperoxid zersetzt, wo es fehlt, bleibt das Wasserstoffperoxid unverändert. Nach einiger Zeit wird das Negativ für ein paar Sekunden bis eine Minute auf gewöhnliches Gelatinepapier gedrückt.
Sofort dringt das Wasserstoffperoxid in die Gelatineschicht ein, und zwar entsprechend der Zeichnung des Negativs. In der Schicht steckt unsichtbar ein positives Bild aus Wasserstoffperoxid. Darauf wird das Bild in eine Lösung von Mangansalzen getaucht; an den Stellen, an denen das Wasserstoffperoxid haftet, bildet sich ein Niederschlag von Braunstein, der überall dort dichter ist, wo mehr Wasserstoffperoxid vorhanden ist, sich aber dünner gestaltet, wo nur eine geringe Menge davon haften geblieben ist. So entsteht ein fein abgetöntes braunes Bild, das in Licht und Schatten zum verkehrten Verhältnis zum Negativ steht, also ein vollkommenes Positiv. Anstelle der Mangansalze können auch andere chemische Stoffe gewählt werden, auf welche Wasserstoffperoxid ebenfalls oxidierend einwirkt, sodass andere Tönungen entstehen.